# Веселин Джигов
Веселин Андреев Джигов е български народен певец от Родопската фолклорна област.

## Биография
Роден е на 16 ноември 1940 г. в село Кутела, Смолянско. Рожденото му име е Феим Джигов. По-късно приема името Веселин. Наследник на голям певчески род. Още като ученик откъсвал лист от тетрадката си, сгъвал го като акордеон и импровизирал, че свири. По-късно мечтата му се сбъдва – купуват му акордеон. След казармата работи като горски надзирател в курортната местност „Хайдушки поляни“. Там именно става откриването на Веселин Джигов за сцената. Започват да го канят на събори, надпявания, фестивали, тържества и празненства в Смолян и региона. През 1960 г. заедно с Марин Глухов, Златко Сираков и Манчо Глухов сформират Кутелската група. 18 години Кутелската група свири по сватби и събори. През 1969 г. на Роженския събор Джигов изпява песента „Излел е Делю хайдутин“, с която грабва сърцата на многобройната публика. След това участва в Международния фолклорен фестивал в Бургас, гостува в Югославия и ГДР. Заедно със самодейците от читалище „Зора“ от родното си село участва във фестивали и концерти. Записва песни в Радио „София“, в телевизията, прави записи на грамофонни плочи в „Балкантон“. Много от песните в репертоара на Веселин Джигов са авторски. Репертоарът му наброява над 400 песни. Дългогодишен солист на Виевската фолк група. Там, заедно с Росица Пейчева, изпяват незабравими песни както в дует, така и самостоятелно, и се превръщат в запазена марка на групата. Най-известните му изпълнения са на песните „Руфинка болна легнала“, „Черешка род родила“, „Яжте и пийте“, „Оти ми плачеш, бобайко“, „Плачи, горо, плачи“, „Пиленце, пъстро славейче“, „Стани, майчо, откачи“, „Стани, девойко, погледни“ и „Радо, мари Радо“ и др.
Умира на 26 януари 2002 година от рак на белия дроб.

## Дискография

### Студийни албуми

#### Албуми с Виевската фолк група
- 1991 – „Родопски звън ’91“
- 1993 – „Родопски звън ’93“
- 1994 – „Родопски звън ’94“
- 1995 – „Родопски звън ’95“
- 1996 – „Родопски звън ’96“
- 1998 – „Плачи, горо, плачи“
- 2000 – „Родопски звън 2000“
- 2001 – „Родопски звън 2001 и ново настроение“
- 2002 – „Най-доброто“

#### Дългосвирещи плочи
- 1976 – „Василка Станчева“/ „Веселин Джигов“ (Балкантон – ВНА 1860)[4]

## Награди и отличия
- През 1974 г. за активната си дейност в певческото изкуство е награден с орден „Кирил и Методий“ – III степен.

## Памет
- През 2002 г. Бофиров Мюзик издава компилацията на Виевската фолк група „Най-доброто“ в памет на Веселин Джигов, като повечето песни са в негово изпълнение.
- По повод 70-годишнината му през 2010 г. в родното му село Кутела са открити барелеф и чешма в негова памет.[3][5]
- През 2011 г. народният певец Николай Славеев посвещава албума си „Плачи, горо“ в памет на Веселин Джигов.[6]